# 中條美和
中條美和（なかじょう みわ、1976年 - ）は日本の政治学者。専門は日本政治、アメリカ政治、政治過程論、地方政治など。

## 来歴
東京都生まれ。幼い時から「国会ごっこ」が好きで小学校6年には友人と自分たちの憲法を作成していた。女子学院高等学校では理系のクラブを選択し、天文班や化学班に所属していた。女子学院高校を総代で卒業し、1996年に東京大学文科一類に入学。東京大学法学部卒業。
2002年 東京大学大学院法学政治学研究科（政治過程論）修士課程修了。2008年3月 東京大学大学院法学政治学研究科（政治過程論）博士課程修了。
2017年から津田塾大学総合政策学部総合政策学科客員研究員になり、2018年に津田塾大学総合政策学部総合政策学科准教授。

## 略歴
- 1995年3月 - 女子学院高等学校卒業[1][2]。
- 1996年4月 - 東京大学文科一類に入学[2]。
- 2000年3月 - 東京大学法学部卒業。
- 2002年3月 - 東京大学大学院法学政治学研究科（政治過程論）修士課程修了。
- 2002年4月 - 日本学術振興会特別研究員（DC1）（〜2005年3月）。
- 2006年4月 - 日本学術振興会特別研究員（PD）（〜2006年8月）。
- 2008年3月 - 東京大学大学院法学政治学研究科（政治過程論）博士課程修了。
- 2013年4月 - 早稲田大学高等研究所助教（〜2015年3月）。
- 2015年4月 - 北海学園大学法学部講師（〜2017年3月）。
- 2017年4月 - 津田塾大学総合政策学部総合政策学科客員研究員（〜2018年3月）。
- 2018年4月 - 津田塾大学総合政策学部総合政策学科准教授。

## 人物・主張
東京都議会が午後10時過ぎまで開催され、都議会議員の9割が現状を「変えるべき」だと回答したことに対し、「長いこと議論することに関してはメリットもあるが、夜に行う必要はない。よい労働環境の方が有権者にとっても好ましい結果が得られると考えると、誰も得をしていない状況かもしれない」と述べている。
数少ない「聴導犬とともに生活をされている方」のひとり。聴導犬の名前は「次郎」さん。